# Hodkovičky
Hodkovičky (německy Klein Hodowitz) jsou městská čtvrť a katastrální území v Praze o rozloze 208 ha. Patří do městské části Praha 4. Žije zde přes 3 tisíce obyvatel.

## Historie
V roce 1245 jsou zmiňovány jako majetek vyšehradské kapituly. Lhotka je zmíněna roku 1368 jako majetek stejného vlastníka. Osada Nové Dvory vznikla v 19. století.
Roku 1900 byly Hodkovičky (Hodkovička, Malé Hodkovice; zdrobnělý název se vžil pro odlišení od vsi Hodkovice, vzdálené 8 km jihovýchodně) s 346 obyvateli s vilami a zelinářskými zahradami vsí okresu Královské Vinohrady. V té době byla vsí téhož okresu i Lhotka se 113 obyvateli.
V souvislosti s připojením tohoto území k Praze (jako součásti Prahy XV) v roce 1922 byla k Hodkovičkám připojena část území Modřan, zvaná Zátiší. Celé toto území mělo necelých 1200 obyvatel se 127 domy.
V roce 1949 bylo k. ú. Hodkovičky začleněno do správního obvodu Praha 15 (s Braníkem, Podolím a částí Krče). Roku 1960 se Hodkovičky staly součástí nového obvodu Praha 4 a v roce 1990 se staly součástí městské části Praha 4.

## Okolní čtvrti
Hodkovičky sousedí
- na severu s Braníkem
- na východě se Lhotkou
- na jihu s Kamýkem a Modřany
- na západě (přes Vltavu) s Malou Chuchlí

## Galerie

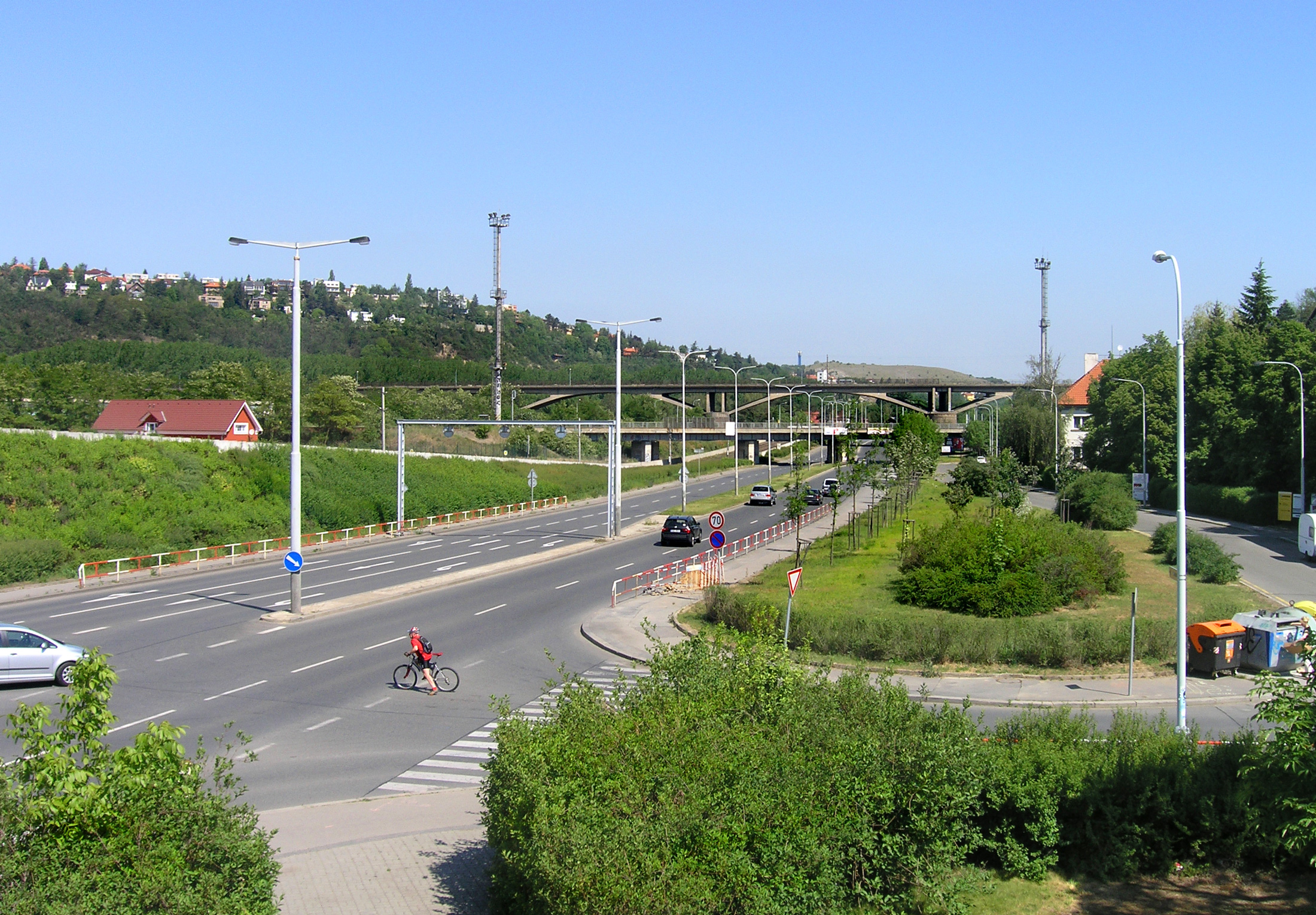
Dolní část Hodkoviček u Vltavy
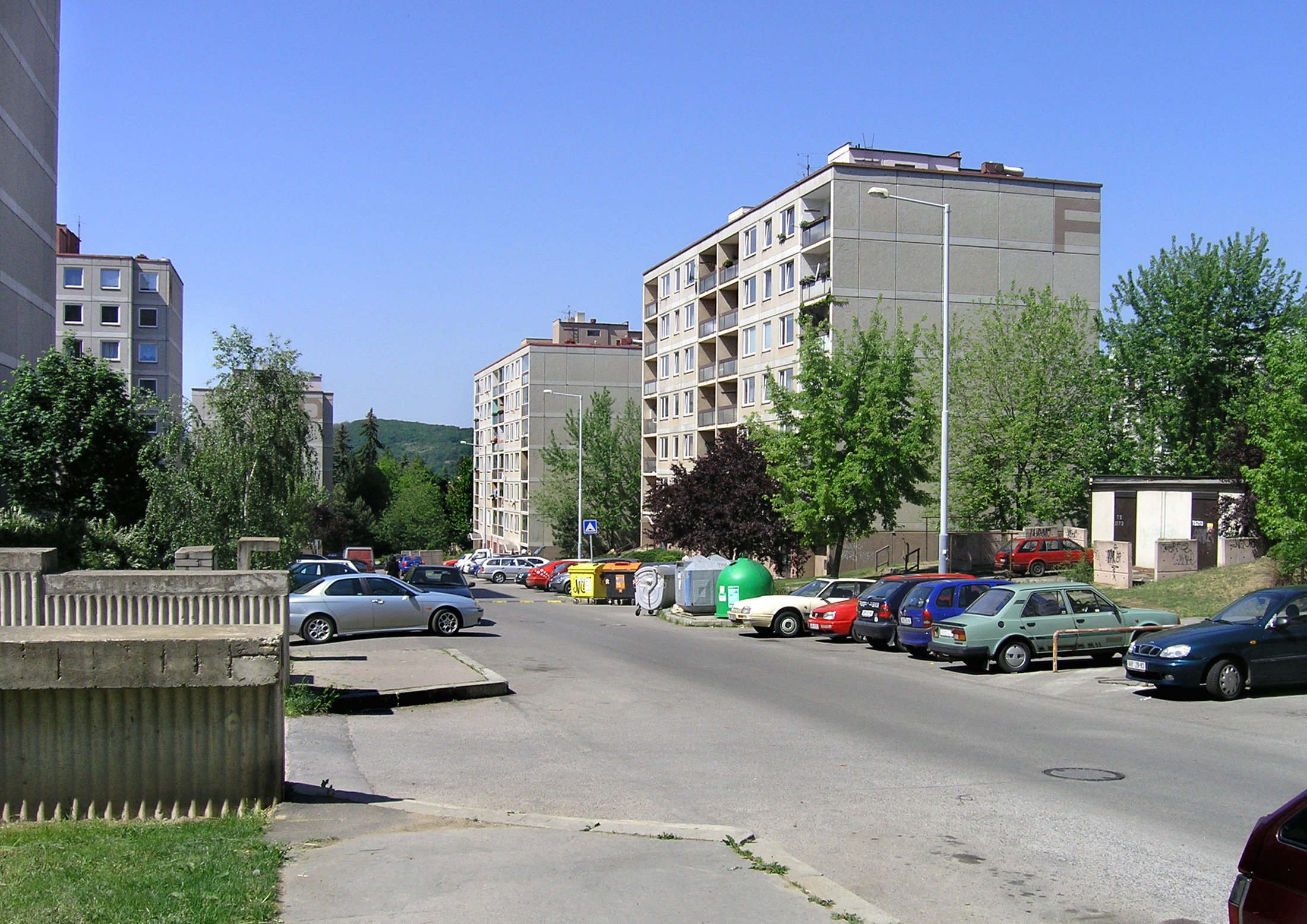
Malé sídliště Na Lysinách
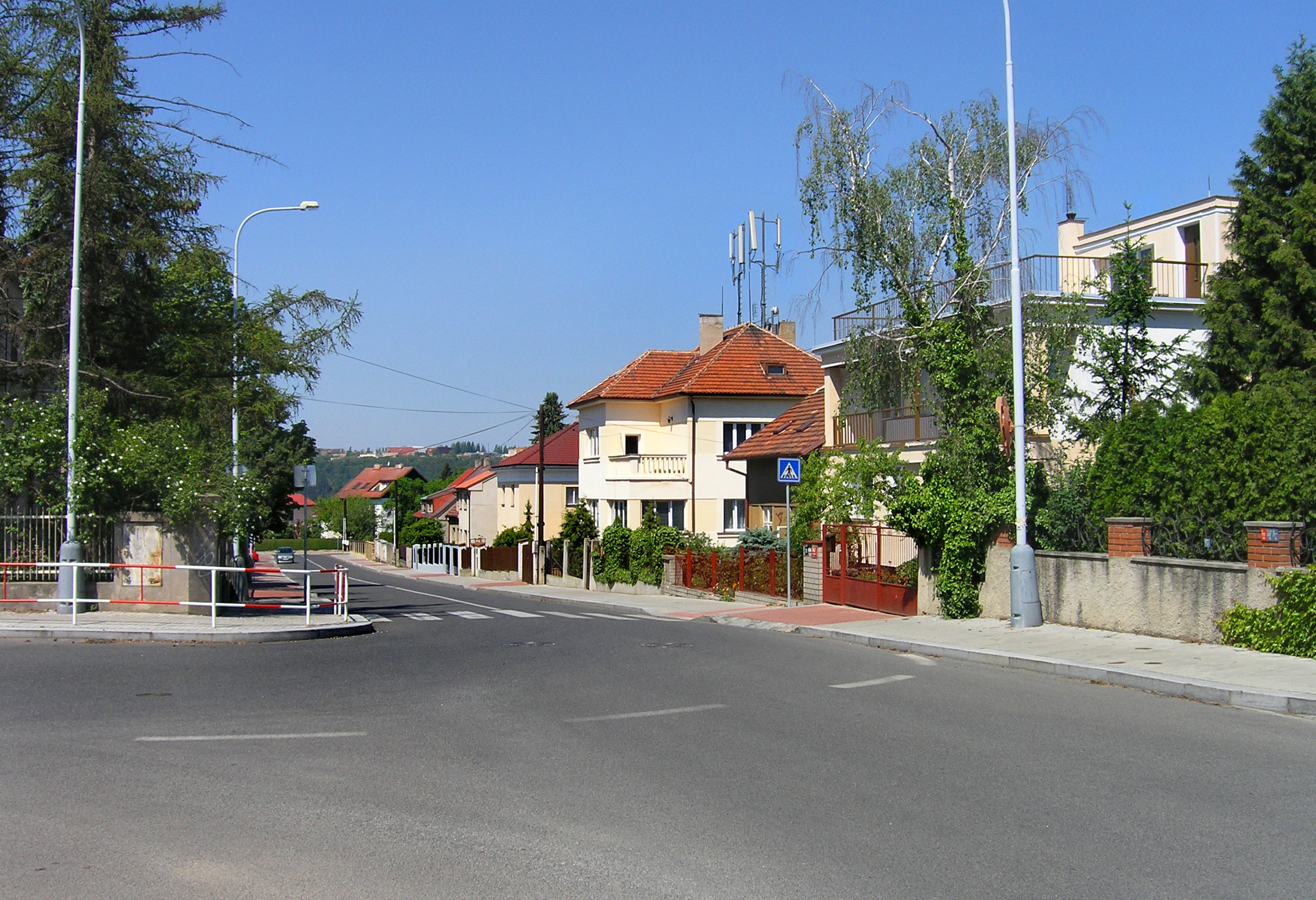
Ulice Na Výspě v horní části
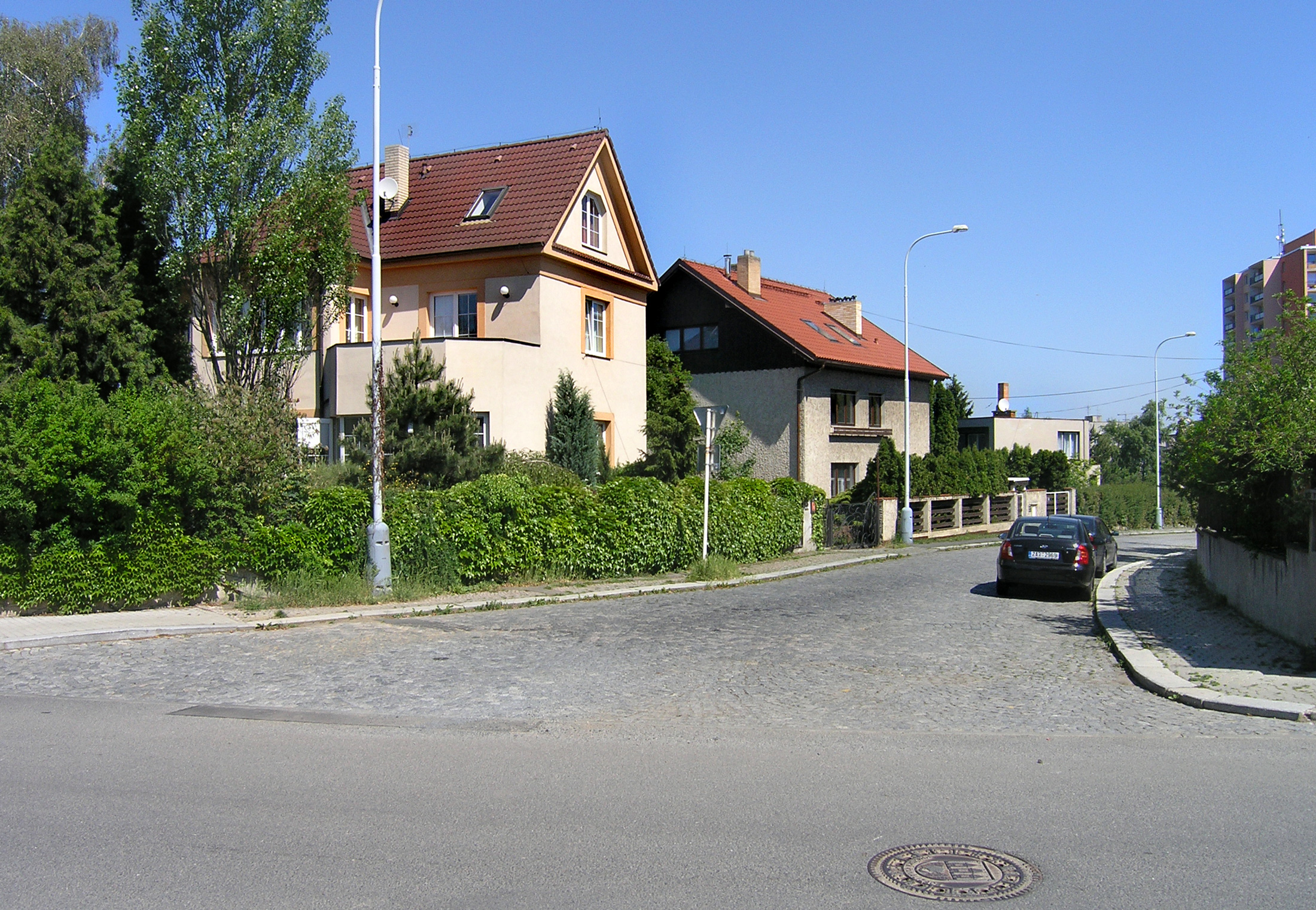
Havlovického ulice
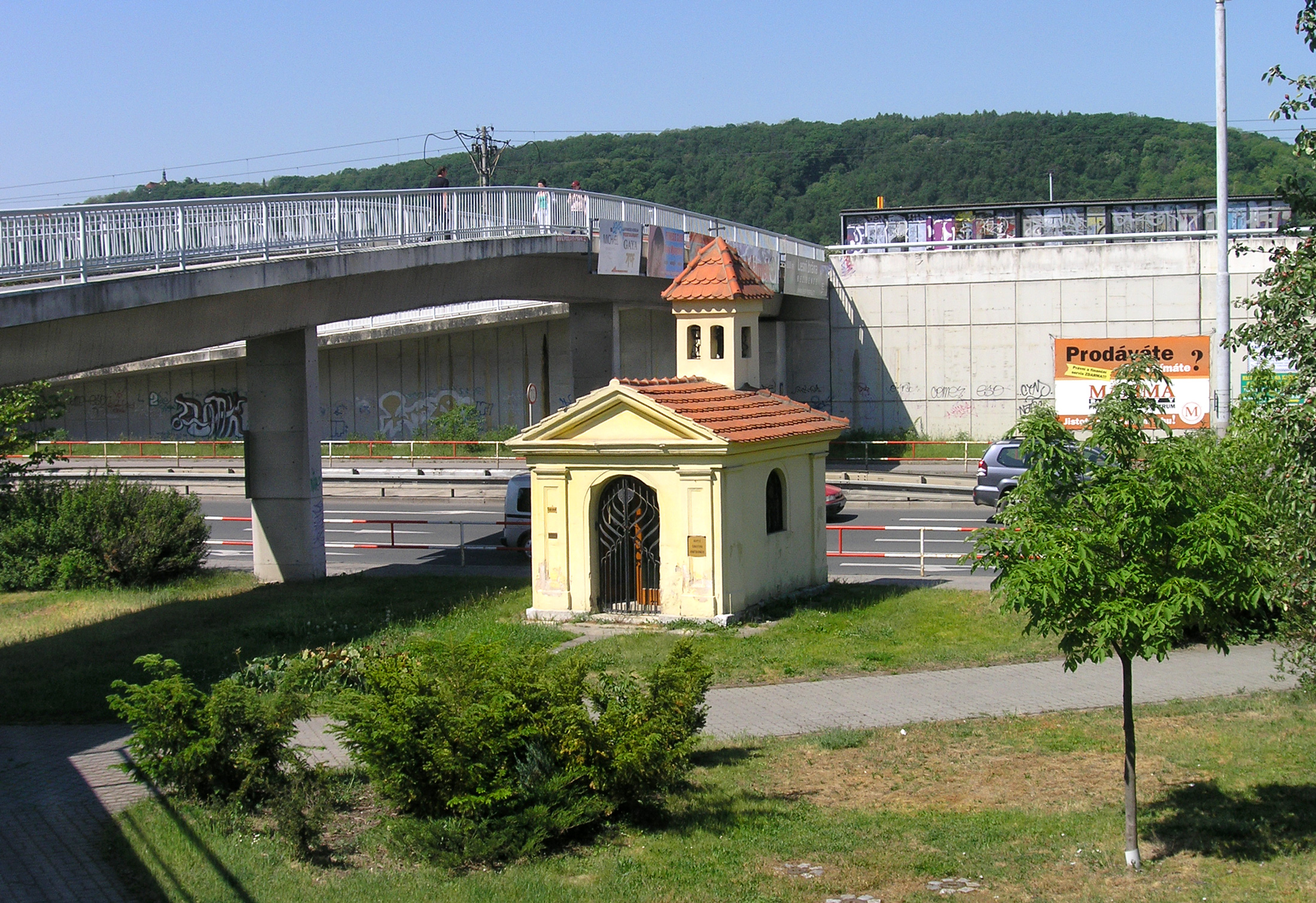
Kaple svatého Bartoloměje u Modřanské ulice